# Archspire
Archspire je kanadská progresivní a technická deathmetalová kapela z Vancouveru, která vznikla v roce 2009 pod názvem Defenestrated. Vydala čtyři studiová alba a v současné době podepsala smlouvu s vydavatelstvím Season of Mist.

## Historie
Kapela vznikla v roce 2007 pod názvem Defenestrated, ale v roce 2009 se přejmenovala na Archspire. Členy byli zpěvák Oli Peters (Oliver Aleron), kytaristé Tobi Morelli a Dean Lamb, baskytarista Jaron Evil (Jaron Good) a bubeník Spencer Prewett. Zpěvák Shawn Haché působil v kapele krátce, ale odešel k Mitochondrion.
Kapela podepsala smlouvu s Trendkill Recordings a v dubnu 2011 vydala své první album All Shall Align, které bylo nahráno mezi květnem a prosincem 2010 ve spolupráci s producentem Stuartem McKillopem ve studiu The Hive v Calgary.
Na začátku roku 2013 prodělal Jaron Evil ve věku 31 let mozkovou mrtvici, zotavil se a po krátké době se do kapely vrátil, ale koncem roku 2013 ji opustil natrvalo. Nahradil ho Clayton Harder.
V roce 2013 také Archspire podepsali smlouvu se Season of Mist a ve vancouverském studiu Rain City Recorders nahráli se Stuartem McKillopem druhé album. Dne 2. února 2014 kapela vydala singl z připravovaného alba „Lucid Collective Somnambulation“ a v dubnu vydala album The Lucid Collective.
V lednu 2015 kapela oznámila, že hledá stálého baskytaristu jako náhradu za baskytaristu Claytona Hardera, který odešel studovat na York University a požádala zájemce, aby natočili video, na kterém by zahráli některou z písní Archspire. Dne 12. ledna kapela oznámila, že vybrala Jareda Smithe jako svého stálého baskytaristu.
Dne 5. července 2017 kapela oznámila vydání svého třetího alba Relentless Mutation a singlu „Involuntary Doppelgänger“. Album vyšlo 22. září 2017 a na Juno Awards 2018 získalo nominaci v kategorii Metal/Hard Music Album of the Year.
V roce 2019 se kapela dostala na titulní stránky technologických novin, když duo programátorů s názvem Dadabots vytvořilo neuronovou síť založenou na hudbě Archspire, která produkovala nepřetržitý proud technického death metalu. Dadabots také poznamenali, že hudba Archspire produkovala nejkonzistentnější výsledky umělé inteligence, pravděpodobně kvůli vysokému tempu a strojově technické povaze skladeb. K tomuto fenoménu se vyjádřili i samotní Archspire, kteří o sobě žertem mluvili jako o robotech.
Později téhož roku se Peters a Prewett objevili v cameu v první epizodě seriálu See.
Dne 29. října 2021 vydala skupina Archspire své čtvrté studiové album Bleed the Future, z něhož vyšly tři singly: „Golden Mouth of Ruin“, „Bleed the Future“ a „Drone Corpse Aviator“. Ke skladbám „Golden Mouth of Ruin“ a „Drone Corpse Aviator“ byly natočeny videoklipy, přičemž druhý jmenovaný byl prvním plně produkovaným videoklipem, který kapela natočila. Album bylo časopisem Loudwire zvoleno 16. nejlepším rockovým/metalovým albem roku 2021.

## Diskografie
- All Shall Align (2011), Trendkill
- The Lucid Collective (2014), Season of Mist
- Relentless Mutation (2017), Season of Mist
- Bleed the Future (2021), Season of Mist